# راجر گریسن
راجر گریسن (انگلیسی: Roger Garrison؛ زادهٔ ۱۹۴۴ (۸۰–۸۱ سال)) استاد علم اقتصاد در دانشگاه آبرن اهل ایالات متحده آمریکا است. او از اعضای مؤسسه لودویگ فن میزس و اقتصاددان مکتب اتریش است.

## تولد و تحصیل
راجر گریسن در سال ۱۹۴۴ در میسوری به دنیا آمد. او لیسانس خود را در سال ۱۹۶۷ در رشته مهندسی الکترونیک کسب کرد. سپس در سال ۱۹۷۴ کارشناسی‌ارشد اقتصاد خود را از دانشگاه میسوری کنزاس سیتی و در سال ۱۹۸۱ دکتری اقتصاد خود را از دانشگاه ویرجینیا به دست آورد.

## فعالیت آکادمیک
راجر گریسن از سال ۱۹۷۸ به عنوان استادیار اقتصاد در دانشگاه آبرن حضور داشته است.

## نظریات و رویکرد علمی
استاد گریسن به خاطر تحقیق در زمینه سرمایه، پول و ادوار تجاری حقیقی با رویکرد اتریشی بسیار شهیر است.  